# Neoscona novella
Espèce
Synonymes
- Araneus novellus Simon, 1907

Neoscona novella est une espèce d'araignées aranéomorphes de la famille des Araneidae.

## Distribution
Cette espèce se rencontre en Guinée équatoriale sur Bioko et en Afrique du Sud.

## Description
Les femelles mesurent de 6 à 7 mm.

## Systématique et taxinomie
Cette espèce a été décrite sous le protonyme Araneus novellus par Simon en 1907. Elle est placée dans le genre Neoscona par Grasshoff en 1986.

## Publication originale
- Simon, 1907 : « Arachnides recueillis par L. Fea sur la côte occidentale d'Afrique. 1re partie. » Annali del Museo Civico di Storia Naturale di Genova, sér. 3, vol. 3, p. 218-323 (texte intégral).